# 2e parallèle sud
Pour les articles homonymes, voir 2e parallèle.
En géographie, le 2e parallèle sud est le parallèle joignant les points de la surface de la Terre dont la latitude est égale à 2° sud.

## Géographie

### Dimensions
Au niveau de 2° de latitude sud, un degré de longitude équivaut à 111,252 km ; la longueur totale du parallèle est donc de 40 051 km, soit environ 99,9 % de celle de l'équateur. Il en est distant de 222 km et du pôle Sud de 9 780 km.

### Régions traversées
En débutant par 0° de longitude et en se dirigeant vers l'est, le 2e parallèle sud traverse successivement :
- Océan Atlantique (passant au sud de l'île d'Annobón, Guinée équatoriale)
- Afrique :
  - Gabon
  - République du Congo
  - Gabon
  - République du Congo
  - République démocratique du Congo
  - Rwanda
  - Tanzanie
  - Kenya
- Océan Indien (passant juste au nord de l'île de Sipura, Indonésie)
- Indonésie (Sumatra et Bangka)
- Détroit de Karimata
- Indonésie (Bornéo)
- Détroit de Makassar
- Indonésie (Sulawesi)
- Mer de Banda
- Indonésie (îles Banggai)
- Mer de Banda
- Indonésie (Taliabu)
- Mer de Banda
- Indonésie (Sanana)
- Mer de Seram
- Indonésie (Misool)
- Mer de Seram
- Indonésie (Nouvelle-Guinée occidentale)
- Golfe de Cenderawasih
- Indonésie (Nouvelle-Guinée occidentale)
- Océan Pacifique (passant au sud des îles Ninigo, Papouasie-Nouvelle-Guinée)
- Papouasie-Nouvelle-Guinée (Manus)
- Océan Pacifique (passant au sud de l'atoll d'Onotoa, Kiribati
- Amérique :
  - Équateur
  - Pérou
  - Colombie
  - Brésil
- Océan Atlantique